# Isla de la Juventud
Het eiland Isla de la Juventud (Spaans voor "eiland van de jeugd") is, na het Cubaanse vasteland zelf, het grootste eiland van de republiek Cuba. Tot 1978 heette het Isla de Pinos, vanwege de naaldwouden op het eiland.

## Bestuurlijke indeling
Op bestuurlijk niveau vormt het eiland, samen met enkele naburige kleine eilandjes, een speciale gemeente  (municipio especial) zonder eigen provincieraad. De gemeenteraad vaardigt sinds 1976 een (gekozen) vertegenwoordiging (diputados) rechtstreeks af naar de centrale regering (Asamblea Nacional del Poder Popular de Cuba) waar zij zetelen langs de provincieraadsleden. Het eiland telde 83.544 inwoners in 2019 en de hoofdstad is Nueva Gerona.

## Geschiedenis
Het eiland werd door Christoffel Colombus ontdekt tijdens zijn tweede reis in 1494 langs de zuidkust van Cuba. Het werd een toevluchtsoord voor zeerovers. Onder meer Schateiland van Robert Louis Stevenson speelt zich hier af.
In de jaren na de Spaans-Amerikaanse oorlog van 1898 maakte het eiland geen deel uit van Cuba: het was niet opgenomen in Vrede van Parijs (1898) en evenmin in het Platt Amendement. Het werd ook niet vermeld in de Cubaanse grondwet van 1901. Pas na de ratificatie van het Hay-Quesada Verdrag in 1925 werd het eiland officieel aan Cuba toegewezen.

## Geografie
Het eiland is met een oppervlakte van 2400 km² het op zes na grootste in het Caribisch gebied en na het eiland Cuba het grootste eiland van het land Cuba. Het ligt ten zuiden van Havana in de Caribische Zee en wordt gescheiden van het Cubaanse vasteland door de ongeveer vijftig kilometer brede Golf van Batabanó. De korte rivieren op het eiland stromen vanuit het centrum naar de kust. De Río las Nuevas is met 28 kilometer en een verval van 30 meter de langste rivier van het eiland. Nueva Gerona ligt aan de Río las Casas. De aanlegplaats voor het veer tussen het vasteland en het eiland bevindt zich op 3 km van de monding van deze rivier die een totale lengte van 17 kilometer heeft.
Het eiland behoort tot de Canarreos-archipel (Los Canarreos). Behalve Islade la Juventud is ook Cayo Largo del Sur, het tweede grootste eiland van de archipel, bewoond. Op Cayo del Rosario is er een tijdelijke bewoning. De overige eilanden zijn onbewoond.

## Economie
Naast het toerisme zijn vooral de houtkap, de marmerindustrie, de visvangst en de landbouw van belang. In de jaren zestig werden er tien stuwmeertjes aangelegd om de landbouw te verbeteren. Het volume bedroeg 131 miljoen kubieke meter. In 1977 werden er scholen opgericht om het aantal inwoners en arbeiders te vergroten (escuelas en el campo). Op de velden wordt vooral grapefruit geteeld.

## Bezienswaardigheden
In het zuiden ligt het Nationaal Park Ciénaga de Lanier y Sur dat zo'n 125 km² groot is. Het is een van de grootste moerasgebieden van het land en heeft een lengte van 37 kilometer van oost naar west. Het gebied kreeg in 2002 onder de conventie van Ramsar een beschermde status als Wetland of International Significance. Het gebied werd een van de eerste beschermde moerasgebieden in Cuba. In dit moerasgebied is een archeologische vindplaats aanwezig met sporen van inheemse nederzettingen: Cuevas punta del Este.

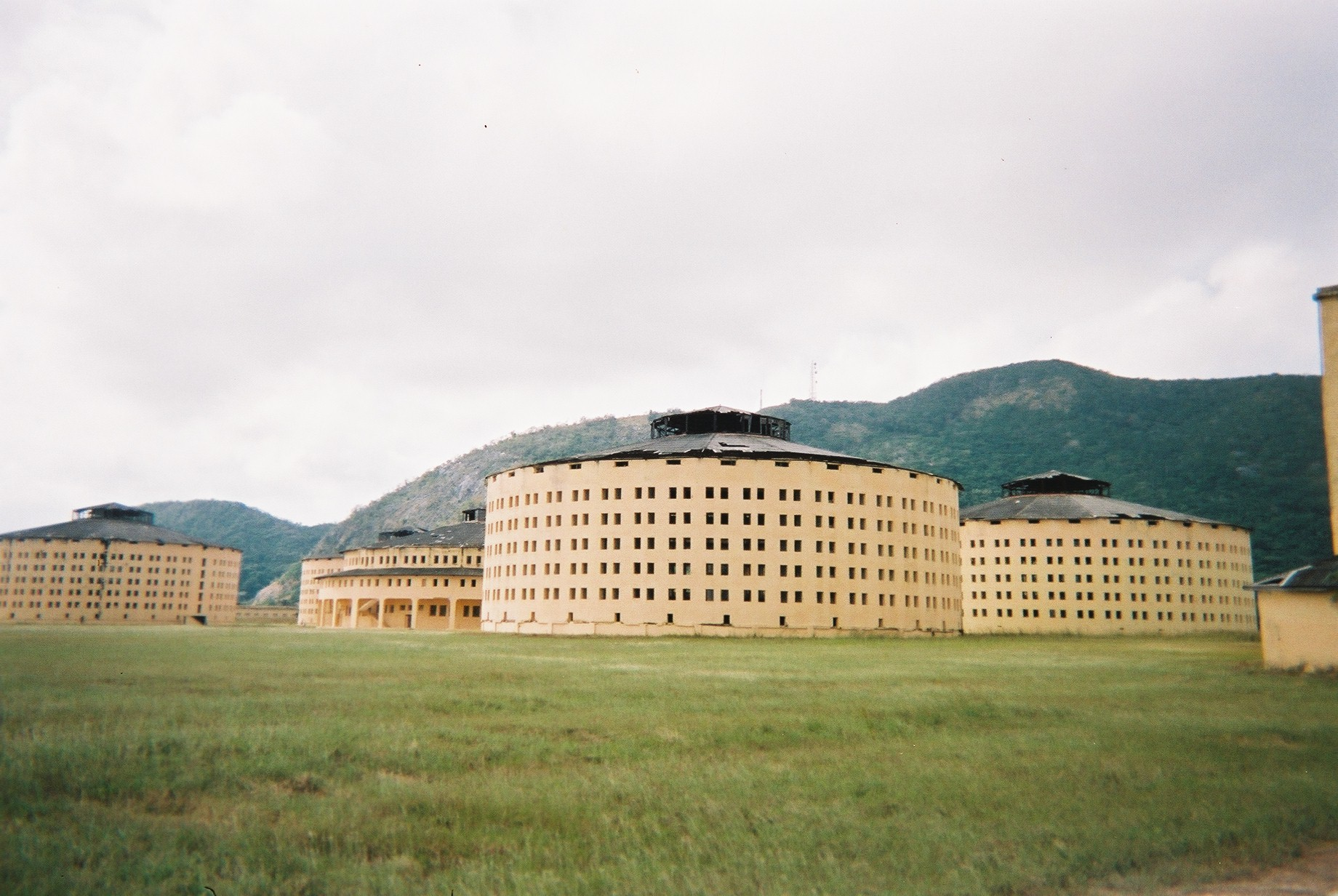
De gevangenistorens van Presidio Modelo

Vlak bij Nueva Gerona bevindt zich het Presidio Modelo. Het was een grote koepelgevangenis die in de jaren twintig van de 20ste eeuw werd gebouwd volgens het panopticon principe dat toeliet om met een beperkt aantal bewakers grote groepen gevangenen te controleren. Fidel Castro en andere rebellen die betrokken waren bij de aanval op de Moncadakazerne hebben hier vastgezeten. Na de Revolutie werd Huber Matos hier opgesloten. De gevangenis werd in 1967 gesloten en is nu in gebruik als museum en als school.
Het eiland is bekend bij toeristen omwille van haar zeeflora en zeefauna en haar mooie stranden. In de hotels op het eiland zijn meestal ook duikuitrustingen te huur. Evenvaak zijn er duikscholen aanwezig. Aan de zuidkant zijn er stranden met zwart zand. 

## Bereikbaarheid
Het eiland is bereikbaar per lijnvliegtuig vanuit Havana. Er vaart dagelijks een overzetboot over een afstand van 100 km tussen Surgidero de Batabanó en Nueva Gerona. De tickets worden enkel verkocht in het busstation te Havana. Het traject tussen Havana en Batabanó wordt per bus uitgevoerd.

## Geboren
- Alexis Leiva Machado (1970), internationaal kunstenaar
- Alexander Martínez (1977), hink-stap-springer